# Brezolupy
Brezolupy é um município da Eslováquia, situado no distrito de Bánovce nad Bebravou, na região de Trenčín. Tem 6,34 km² de área e sua população em 2018 foi estimada em 512 habitantes.

## Demografia
| Ano:        | 1994 | 2004    | 2014   | 2024   |
| ----------- | ---- | ------- | ------ | ------ |
| Broj ljudi: | 410  | 476     | 494    | 521    |
| Razlika:    |      | +16,09% | +3,78% | +5,46% |

| Ano:               | 2023 | 2024   |
| ------------------ | ---- | ------ |
| Número de pessoas: | 506  | 521    |
| Diferença:         |      | +2,96% |